# Drosophila unicolor
Drosophila unicolor este o specie de muște din genul Drosophila, familia Drosophilidae. A fost descrisă pentru prima dată de Walker în anul 1864. Conform Catalogue of Life specia Drosophila unicolor nu are subspecii cunoscute.